# Bertrand de Comps
Bertrand de Comps [(zm. 1239) – 17 wielki mistrz joannitów w latach 1236–1239.